# Ariet
|  | Per a altres significats, vegeu «Antoni Ariet i Barberis». |

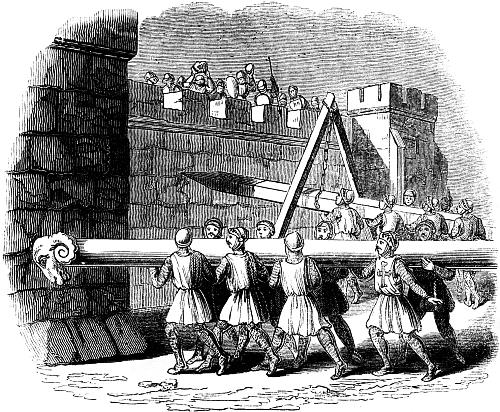
Ús d'un ariet. Il·lustració de 1845 de Knight, Charles. Old England: A Pictorial Museum.

Un ariet (del llatí, arĭete, amb el mateix significat) és un giny de guerra per a abatre trams de muralla d'una fortificació. És una arma de setge ja de l'antiguitat, usada per trencar les portes o les parets fortificades. En la seva forma més simple, un ariet és tan sols un tronc gran i pesant, carregat per diverses persones i impulsat amb força contra un obstacle. Normalment, es componia d'una biga llarga i pesant reforçada en el seu extrem amb una peça de bronze o de ferro en forma de cap de moltó.
Fou usat ja pels antics assiris i després pels grecs i pels romans; era portat en un principi a braços d'un gran nombre d'homes, però ben aviat fou suspès per una o més cadenes a una biga horitzontal proveïda d'una coberta que protegia els soldats mentre donaven a l'ariet un ràpid moviment pendular.
Als castells, els defensors procuraven prevenir els atacs dels ariets llançant obstacles moments abans que els atacants colpegessin la paret, usant cordes amb ganxos per immobilitzar el tronc, incendiant l'ariet, o sortint per sorpresa i atacar-los.
Els ariets encara s'utilitzen actualment per a diverses activitats, algunes vegades muntats sobre vehicles. Els equips SWAT utilitzen sovint ariets metàl·lics de dos mànecs per obrir les portes travades.

## Tipus d'ariet
En els dissenys més sofisticats, els ariets eren impulsats amb una fona, i suportat amb cordes o amb cadenes dins d'un marc rodador, de manera que podien ser molt més grans i també es podien pivotar més fàcilment en contra de seu objectiu. En algunes ocasions, la punta de l'ariet seria reforçada amb un cap de metall i les parts vulnerables de l'ariet es reforçaven amb bandes metàl·liques. Molts ariets també comptaven amb cobertes protectores i parets laterals reforçades amb cuir o altres materials per prevenir que l'ariet fos atacat amb foc.
Alguns ariets no eren propulsats amb cordes o cadenes, sinó que anaven sobre rodets. Això donava als ariets un recorregut molt més gran, de manera que podien assolir una major velocitat abans de colpejar al seu objectiu i, per tant, podien ser més destructius. Aquest tipus d'ariet va ser usat ja per Alexandre el Gran, i va ser descrit per l'escriptor Vitruvi.
Van aparèixer diverses variacions de l'ariet com la barrina o broca, el ratolí, i l'arpó de lloc. Aquests eren més petits que un ariet i es podien utilitzar en espais més limitats.

## Disseny

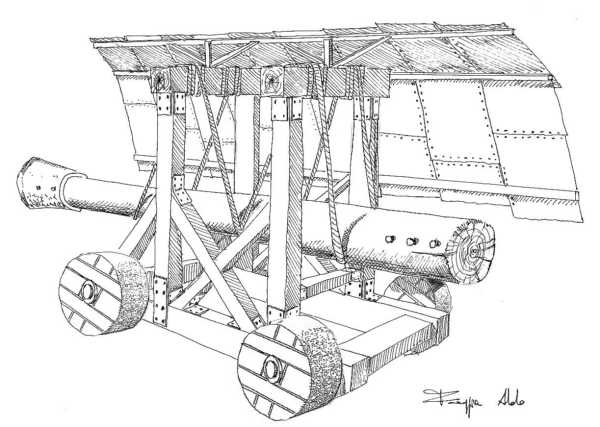
Reconstrucció d'un ariet blindat

La representació més antiga d'un possible ariet prové de la tomba del noble Khety de la Dinastia XI egípcia, on un parell de soldats avancen cap a una fortalesa sota la protecció d'una estructura mòbil amb sostre, portant un llarg pal que pot representar un simple ariet.
Durant l'Edat del Ferro, a l'antic Orient Mitjà i el Mediterrani, el tronc de l'ariet es penjava d'un marc amb rodes mitjançant cordes o cadenes perquè pogués fer-se més massiu i ser més fàcil de copejar contra el seu objectiu. Amb freqüència, la punta de l'ariet es reforçava amb un cap o una tapa de metall, mentre que les parts vulnerables de l'eix s'unien amb bandes metàl·liques de reforç. Vitruvi detalla en el seu text De Architectura que Ceres el Cartaginès va ser el primer a fer un xai amb una base de fusta amb rodes i una superestructura de fusta, amb el carner penjat dins. No obstant això, aquesta estructura es movia tan lentament que la va anomenar testut (que en llatí significa "tortuga").
Un altre tipus d'ariet era el que mantenia la forma i l'estructura normals, però les bigues de suport estaven fetes d'arbres joves lligats entre si. Després, el marc es va cobrir amb pells com de costum per defensar-se del foc. L'única biga sòlida present era l'ariet que penjava del marc. L'estructura en si era tan lleugera que els homes que transportaven l'ariet podien portar-la sobre les espatlles, i els mateixos homes podien copejar l'ariet contra la paret quan hi arribaven.
Molts ariets tenien sostres i pantalles laterals de fusta corbats o inclinats, coberts amb materials protectors, generalment pells fresques i humides. Aquestes marquesines van reduir el risc que l'ariet fos calat foc i van protegir els operadors de l'ariet de les descàrregues de fletxes i llances llançades des de dalt.
Una imatge d'un ariet assiri mostra com de sofisticades s'havien tornat les pràctiques d'atac i defensa al segle ix Els defensors de la muralla de la ciutat intenten calar foc a l'ariet amb torxes i també li han posat una cadena a sota. Els atacants intenten estirar la cadena per alliberar l'ariet, mentre que les esmentades pells mullades al dosser protegeixen contra les flames.
Quan els kushites van fer les seves incursions a Egipte, al voltant del 715 aC, els murs, les tàctiques de setge i l'equip havien patit molts canvis. Els primers refugis que protegien els sapadors armats amb pals que intentaven trencar les muralles de maons van donar pas als ariets.
El primer ús confirmat de carners a Occident va passar entre 503 i 502 aC quan Opiter Verginius es va convertir en cònsol dels romans durant la lluita contra el poble aurunci:
| «                                                                | Els següents cònsols, Opiter Virginius i Sp. Casi, primer van intentar prendre Pometia per assalt, i després aixecant ariets (vineae) i altres obres. | » |
| — Livy, Ab urbs condita, Història de Roma, Llibre II, Capítol 17 | |   |

El segon ús conegut va ser el 427 aC quan els Espartans van assetjar Plataea. El primer ús d'ariets a la conca mediterrània, presentant en aquest cas l'ocupació simultània de torres de setge per protegir els ariets de l'atac, va passar a l'illa de Sicília el 409 aC, al setge de Selinunt.
Els defensors que defensaven castells, forts o bastions de vegades intentaven frustrar els ariets llançant obstacles davant de l'ariet, com un gran sac de serradures, just abans que el cap de l'ariet colpegés una paret o porta, o usant ganxos per immobilitzar l'ariet. Alternativament, es podia calar foc a l'ariet, ruixar-lo amb sorra escalfada pel foc, copejar-lo amb roques llençades des dels merlets o envoltar-lo amb una ràpida sortida de tropes.
Alguns ariets no estaven penjats de cordes o cadenes, sinó que estaven sostinguts per rodets. Això va permetre que l'ariet assolís més velocitat abans de colpejar el seu objectiu, fent-ho més destructiu. Vitruvi descriu un carner així, tal com el va utilitzar Alexandre el Gran.
Les alternatives a l'ariet incloïen el trepant, el ratolí del sapador, el bec, el ganxo de setge i l'ariet de caça. Aquests dispositius eren més petits que un ariet i podien fer-se servir en espais reduïts.

## Maneig
Es necessitaven almenys deu soldats per moure un ariet dels de setge. Perquè l'ariet pogués assolir la base de les fortificacions era imprescindible omplir primer les rases. Els romans el van fer servir en les seves tàctiques de batalla.
En els castells, els defensors intentaven frustrar l'acció dels ariets llançant-los obstacles al davant, per exemple una gran bossa de serradures, just abans que xoqués contra una paret, o utilitzant garfis per immobilitzar els troncs, calar foc a l'ariet o fer una sortida per atacar-lo directament. Una estructura, una xicana o un pont llevadís també ajudaven a protegir les sortides.

## Història

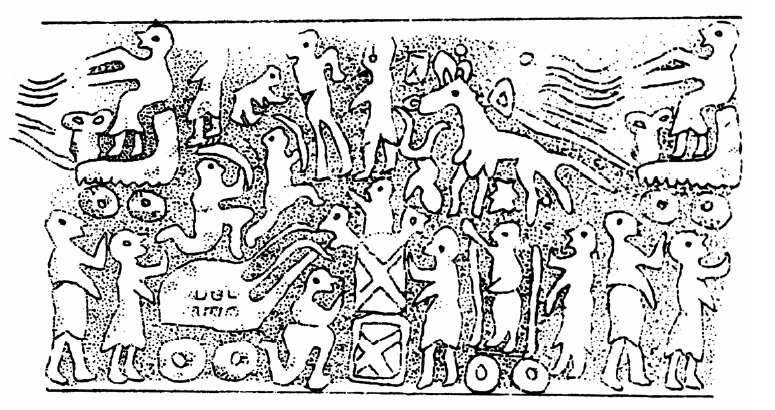
Cilindre Beydar-1, Representació d'un setge del període dinàstic arcaïc IIIb. L'eix central de la composició és una secció de muralla assetjada a mà esquerra per un vagó inclinat de tres vigues amb rodes i a mà dreta per una proto-torre de setge.

Les primeres representacions de l'ús de maquinària de setge que hom pot entendre com a ariets, anomenats vagons inclinats, es troben en relleus esculpits en cilindres del període dinàstic arcaic IIIb descoberts a Tell Beydar. Un exemple representatiu n'és Beydar-1, on s'aprecien tant un airet, com un giny que recorda a una torre de setge. Els ariets d'aquesta sèrie de cilindres, que representen diverses escenes bèl·liques al voltant de la temàtica del setge, foren per primer cop entesos com a tal donada la sabuda existència de textos coetanis provinents d'Ebla, entre ells el Tractat entre Ebla i Abarsal, on apareixien recurrentment, anomenats com a gu4-si-dili en sumeri, o yašibu en accadi.
L'ariet cobert, una màquina desenvolupada al Pròxim Orient durant les campanyes del segon Imperi Assiri, va ser el sistema més emprat per batre els murs d'una ciutat. Existien diversos models, segons mostren els relleus dels palaus de Tiglath-Pileser III en els quals es pot veure la representació d'un ariet de doble punta actuant sota la protecció d'arquers, i Senaquerib, en què un ariet mòbil actua contra torres i muralles.

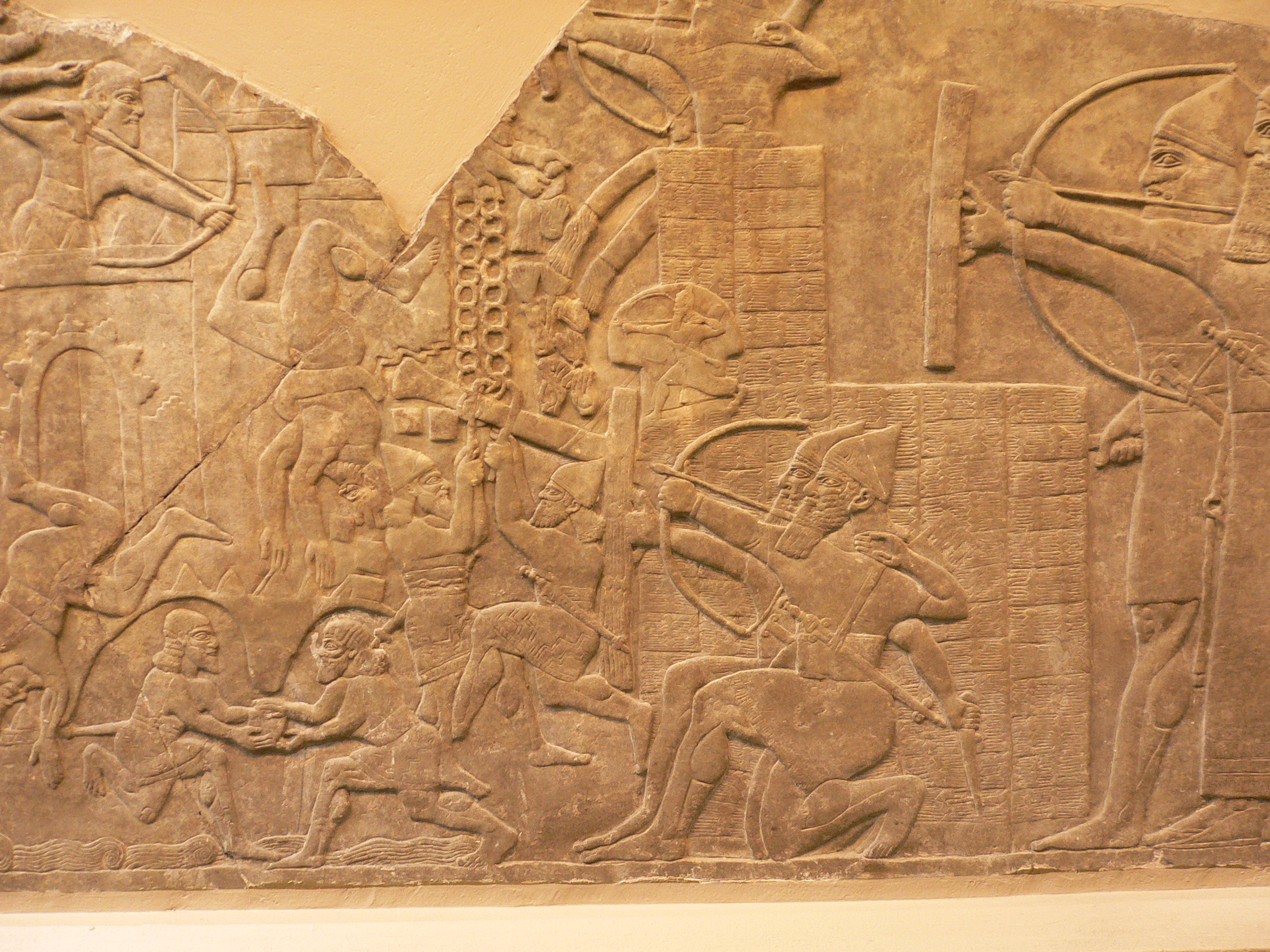
Ariet assiri

Diodor de Sicília comenta que l'ariet va ser emprat per primera vegada a l'antiga Grècia durant el setge de Samos pels atenesos, el 440 aC, sent el seu inventor Artemó de Clazòmenes, enginyer al servei de Pericles, encara que diverses fonts descriuen l'ús de carcasses de fusta per aproximar-se a les fortificacions, en dates anteriors, com en el setge d'Elis.
L'ariet, protegit per algun element, com una coberta reforçada amb pells per augmentar el seu gruix o impedir l'expansió de líquids inflamables, i sobre el que s'abocava aigua per impedir la combustió, era una estructura de balancí, dotada o no de rodes, que podia colpejar repetidament un punt del mur fins a aconseguir trencar la seva estabilitat.
L'exèrcit cartaginès va emprar profusament els ariets contra Sagunt aconseguint fer caure, segons escriptors clàssics com Livi, una gran part dels murs ja des dels primers moments del setge, sense aconseguir, tot i així, que conquerissin la ciutat. Al mateix temps que els cartaginesos introduïen l'ariet a la Mediterrània central es van desenvolupar les tècniques per a dificultar-ne el seu ús.
Enees Tàctic descriu diversos sistemes destinats a impedir que els ariets colpegin contra els murs, procediments que no són, tanmateix, originaris de Grècia, ja que ja estan representats en els relleus de la ciutat assíria de Nimrud corresponents al regnat de Senaquerib (883-859 aC)
L'ariet fou usat encara a l'edat mitjana.

### Aportacions catalanes
El terme «buçó» eqivalia a «ariet».

## Ariet modern

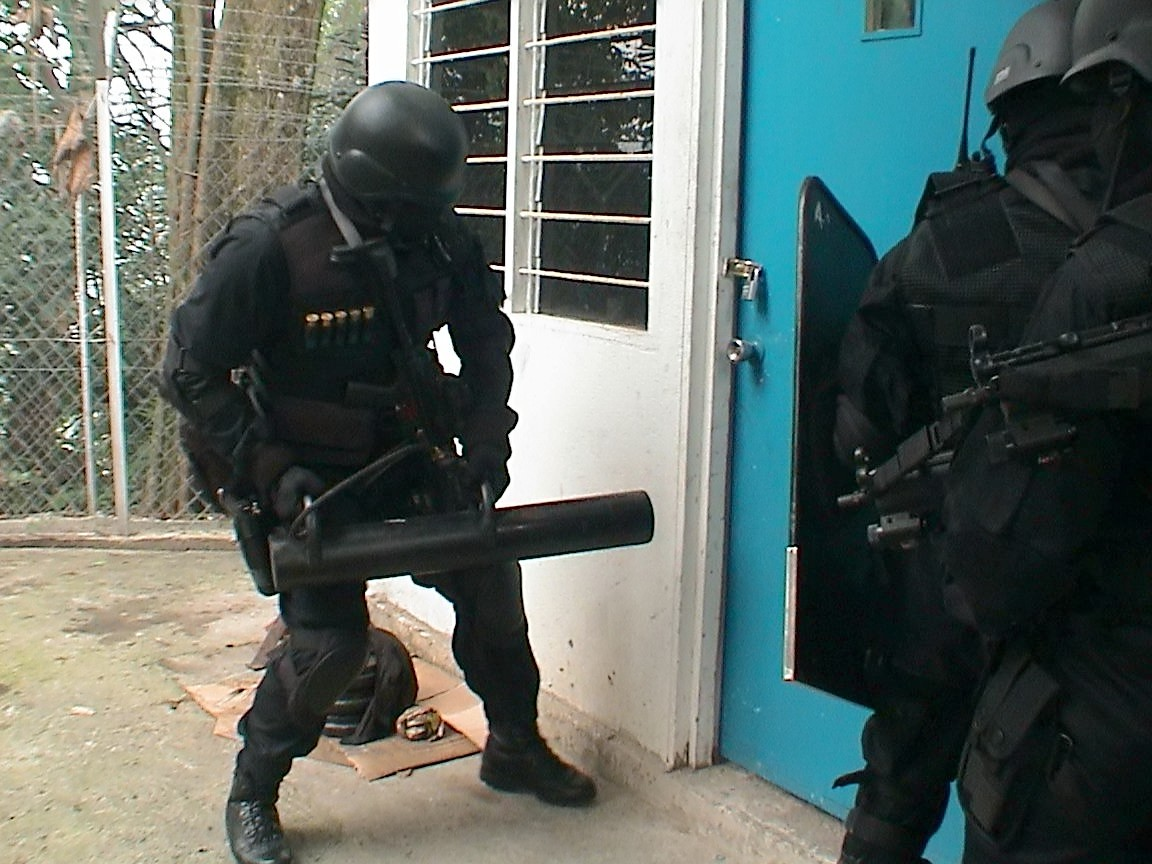
Ariet actual

Els ariets encara s'usen en l'actualitat per cossos policials, que solen emprar ariets metàl·lics petits d'un o dos homes per forçar l'obertura de panys o trencar portes. Els ariets moderns de vegades incorporen un cilindre, al llarg del qual un pistó dispara automàticament en colpejar un objecte dur, augmentant així l'impuls de l'impacte significativament.

## Usos històrics de l'ariet
- El setge d'Alèsia
- La destrucció de Jerusalem
- Ús durant les Creuades
- La caiguda de Roma
- El setge de Constantinoble

Un mite popular a Gloucester sosté que la famosa rima infantils, Humpty Dumpty, tracta sobre un ariet usat al setge de Gloucester en 1643, durant la guerra civil anglesa. Això no obstant, aquesta història és falsa; durant el setge que va durar només un mes, no es va utilitzar cap ariet, encara que es van usar alguns canons. La idea sembla haver-se originat en un assaig d'història del professor David Daube, escrit per a l'Oxford Magazine el 1956, i aquest va ser cregut pels lectors malgrat les òbvies improbabilitats (per exemple, el pla per travessar el riu Severn llançant l'ariet turó a baix amb gran velocitat, tot i que el riu té prop de 30 m d'ample en aquest punt).

## Galeria

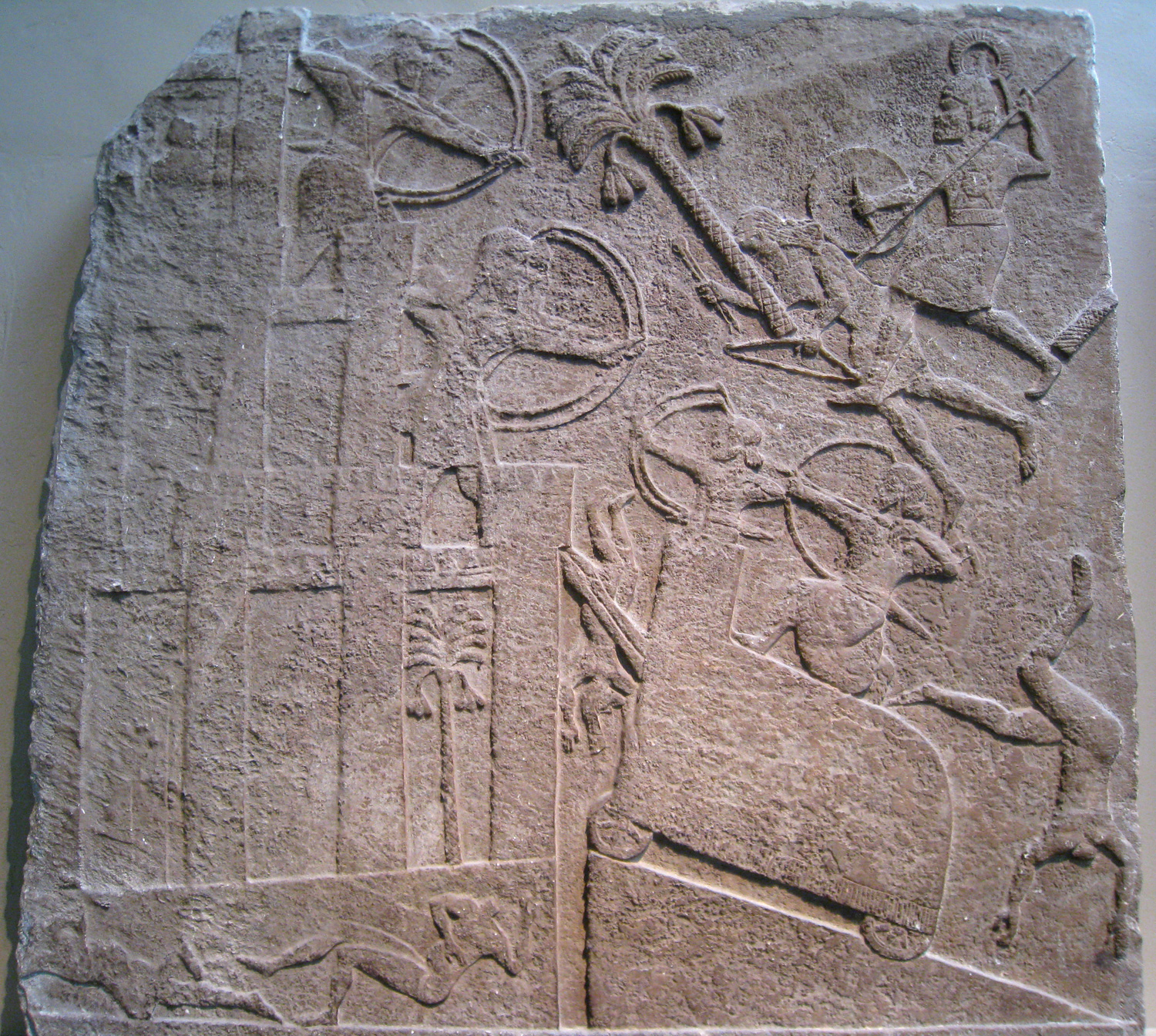
Baix relleu d'Assíria
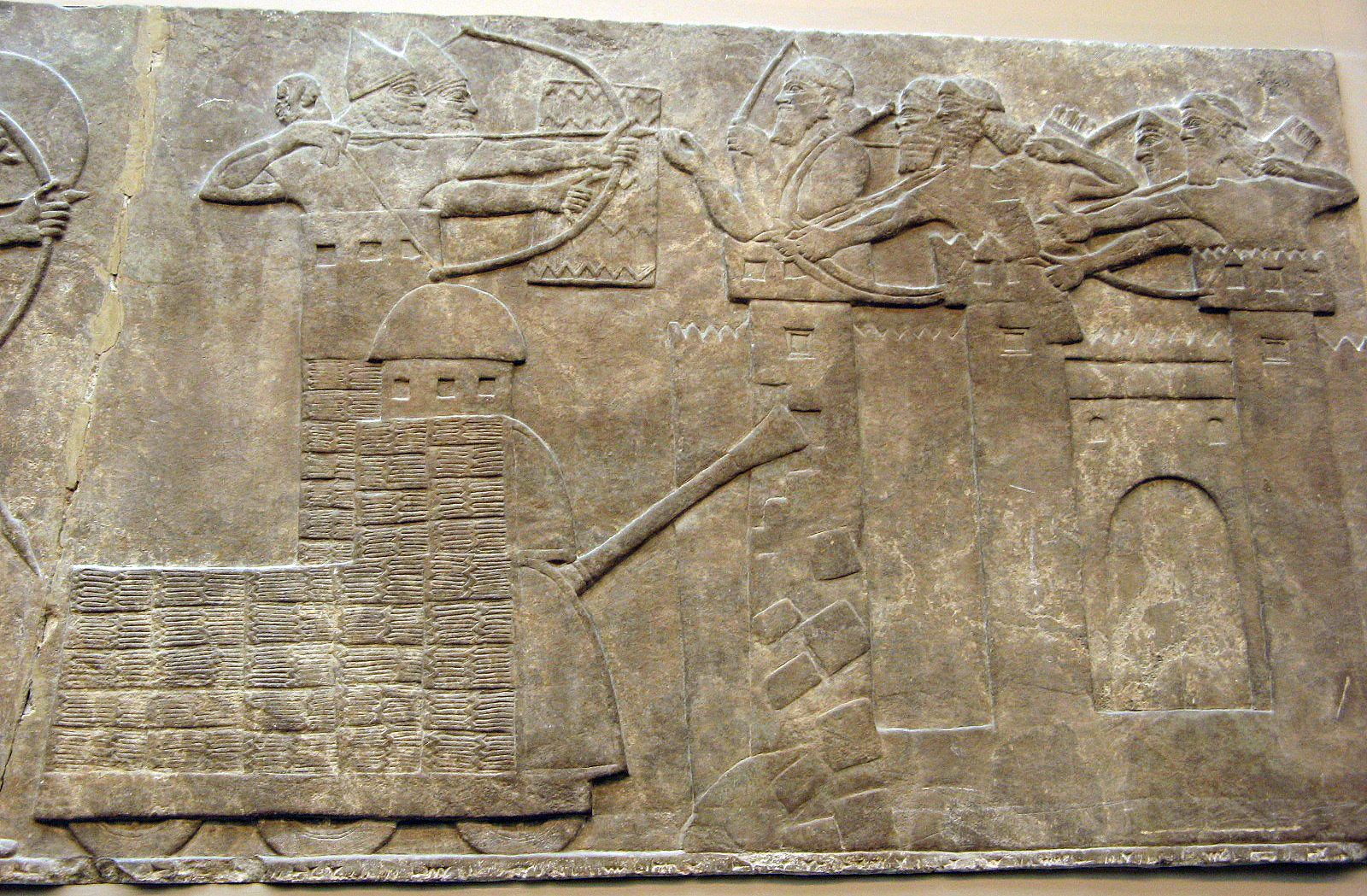
Baix relleu d'Assíria
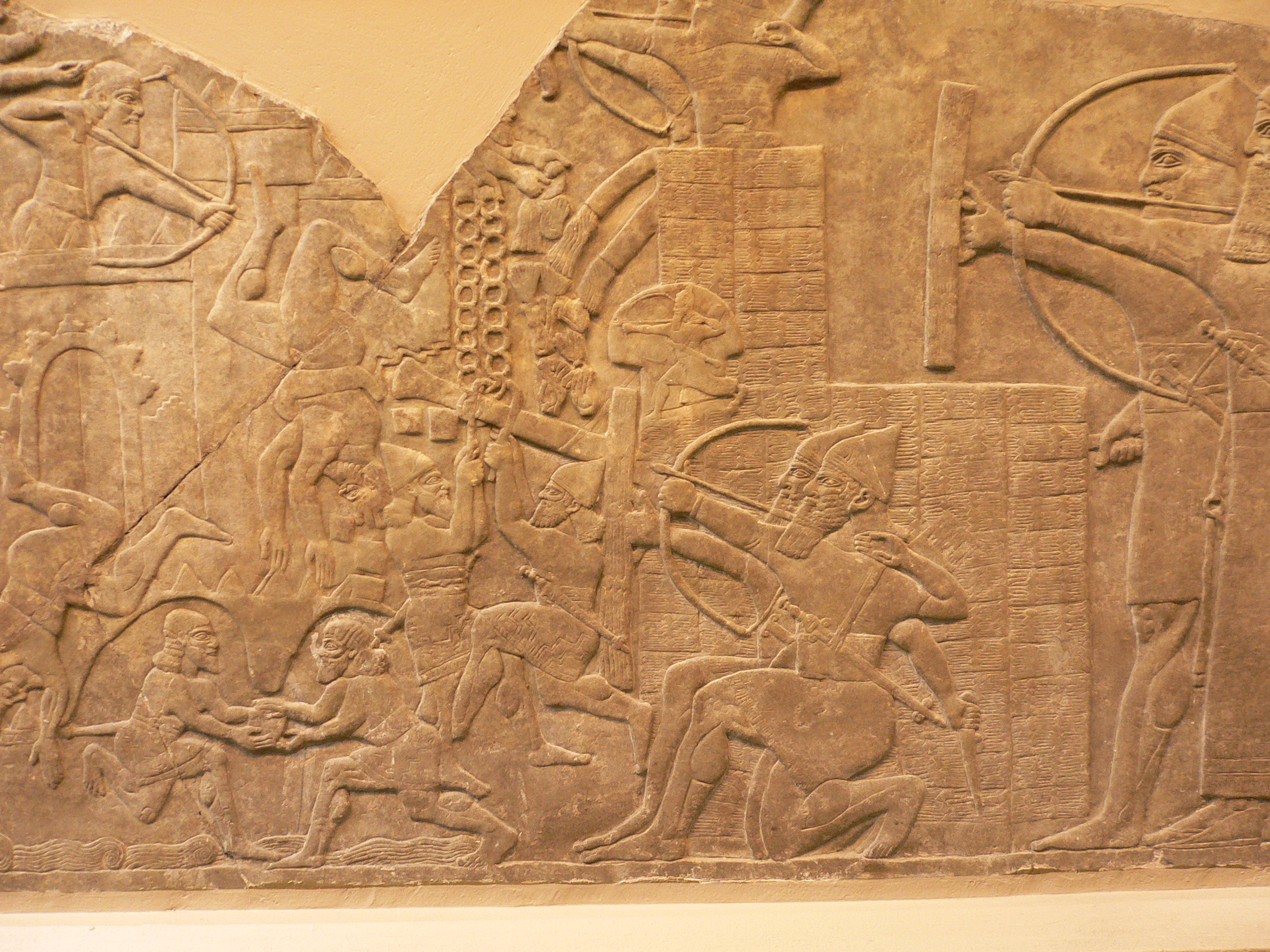
Baix relleu d'Assíria
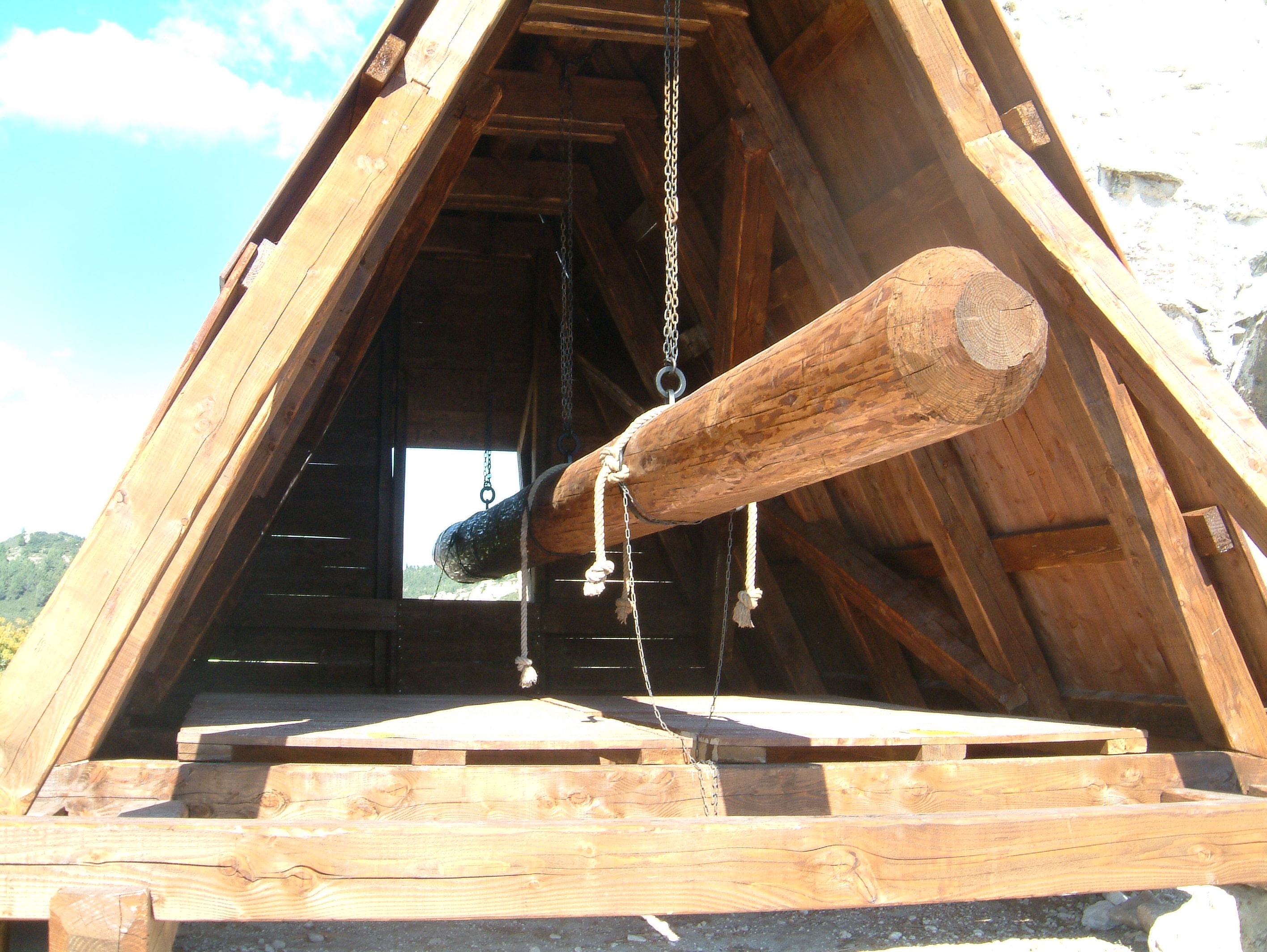
Reconsrucció de Château des Baux
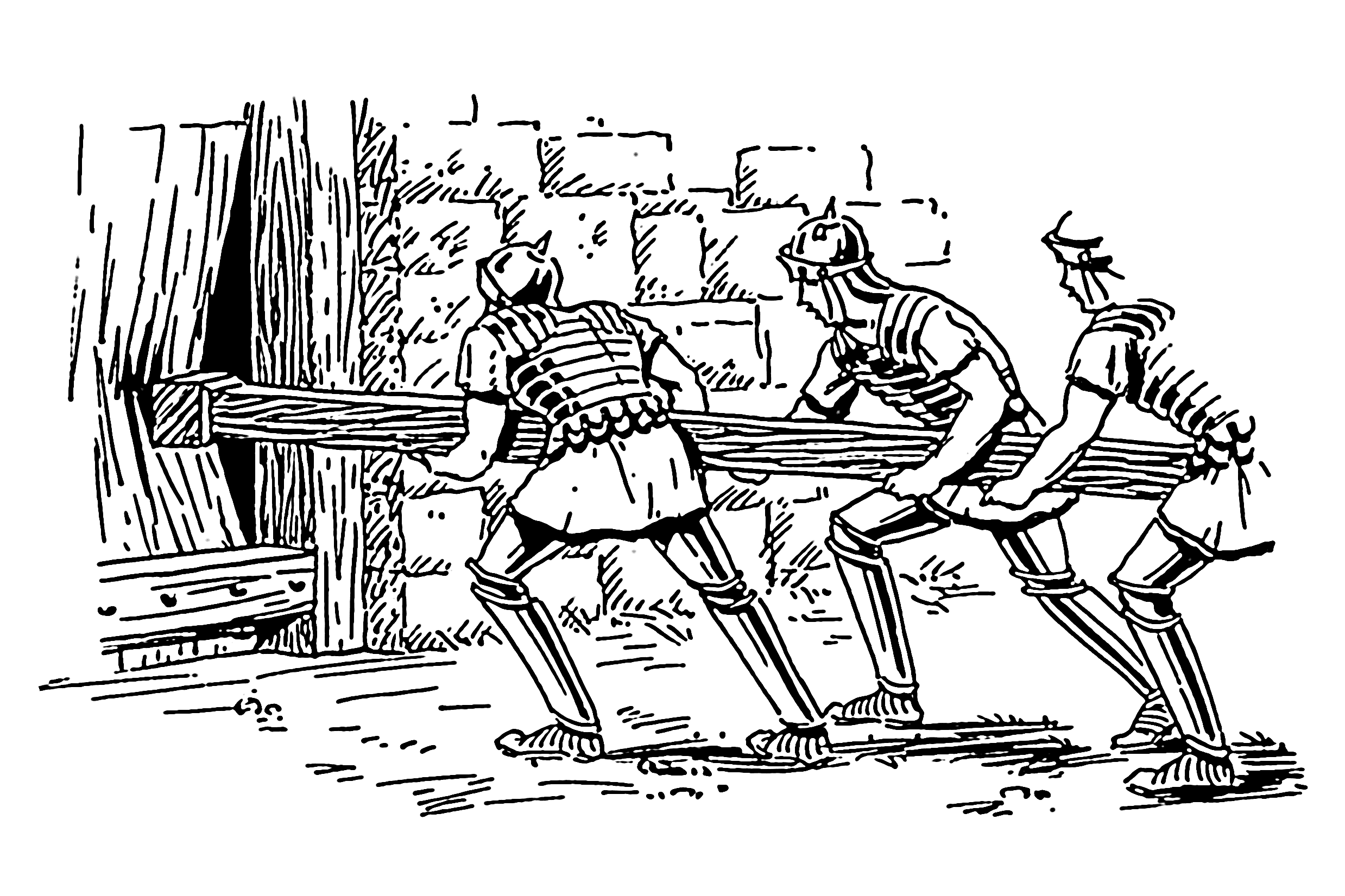
Bélier romà
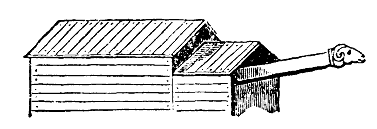
Ariet viking
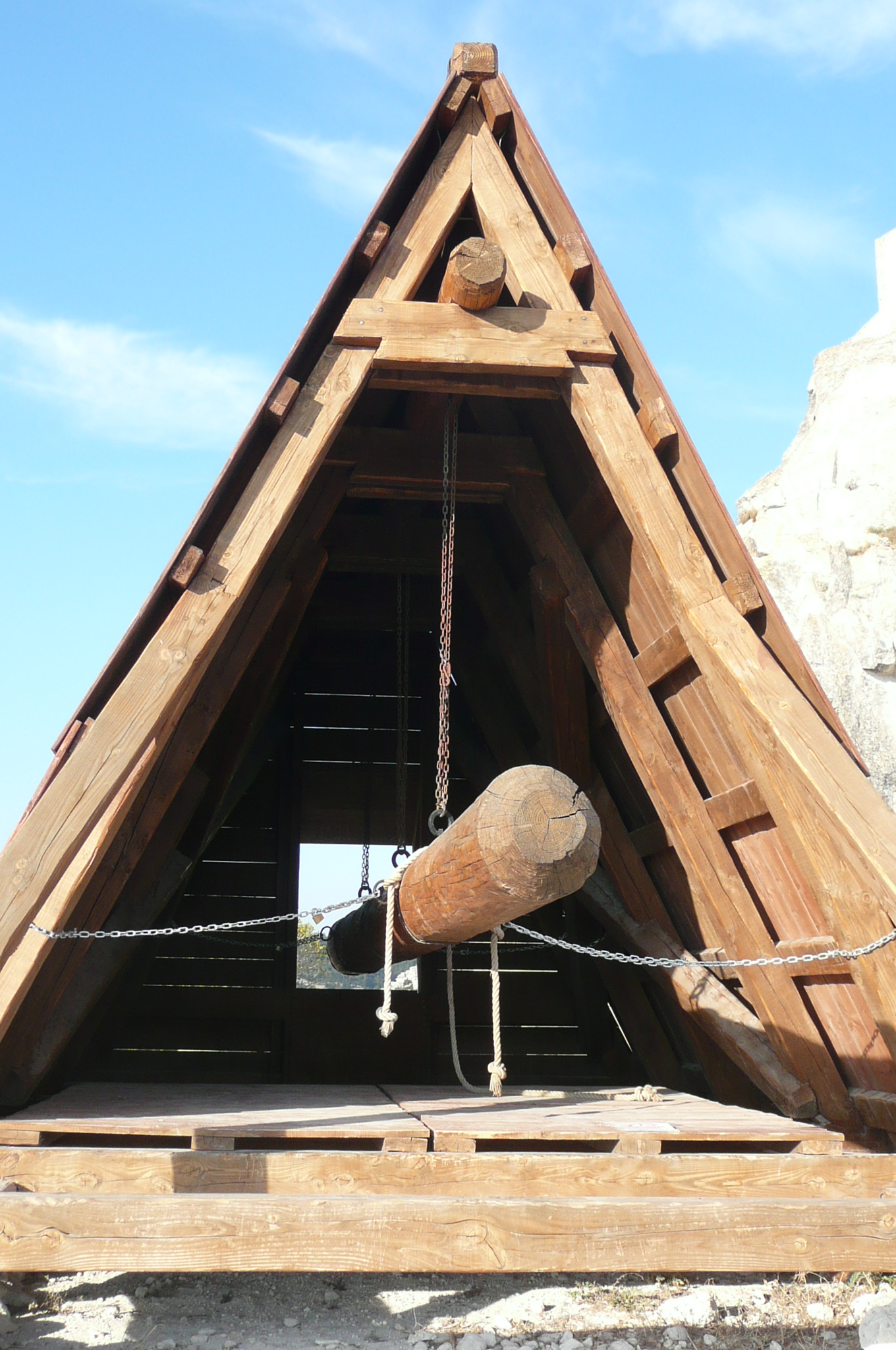
Reconstrucció de Château des Baux